# سرودخوان کوه کبود
سرودخوان کوه کبود(نام علمی: Vireo osburni) نام یک گونه از سرده سرودخوان است.